# Girolamo Apolloni
Girolamo Apolloni (Carrè, 11 ottobre 1865 – Roma, 20 novembre 1932) è stato un presbitero italiano appartenente alla Congregazione di San Giuseppe, noti come Giuseppini del Murialdo. Ha ricoperto il ruolo di Superiore Generale dell'istituto dal 1925 al 1931, succedendo a don Eugenio Reffo e precedendo padre Luigi Casaril.

## Biografia
Diventato sacerdote il 22 settembre 1988 espletò vari incarichi all'interno della Congregazione di San Giuseppe. Tra l'altro aprì la prima missione della congregazione a Bengasi in Libia nel 1904

## Superiore generale (1925-1931)
Durante il suo mandato, Apolloni ha guidato la congregazione in un periodo di consolidamento e sviluppo, promuovendo l'espansione delle opere giuseppine sia in Italia che all'estero. Nel 1932, ad esempio, ha partecipato a una commemorazione solenne del fondatore della congregazione, san Leonardo Murialdo, presso l'Istituto di Montecchio, evidenziando il suo impegno nel rafforzare l'identità e la missione dell'ordine .
La sua leadership è stata caratterizzata da un forte impulso missionario, con l'invio di religiosi in diverse parti del mondo per portare il Vangelo e sostenere le comunità locali. Tra le iniziative promosse, si annoverano le missioni in Brasile, Ecuador e Libia, che hanno rappresentato tappe significative nell'internazionalizzazione della congregazione.
Padre Girolamo Apolloni è ricordato come una figura di rilievo nella storia dei Giuseppini del Murialdo, per il suo contributo alla crescita e alla diffusione dell'ordine, nonché per il suo impegno nel promuovere l'educazione e il sostegno ai giovani e alle famiglie bisognose.